# Musées de la ville de Paris

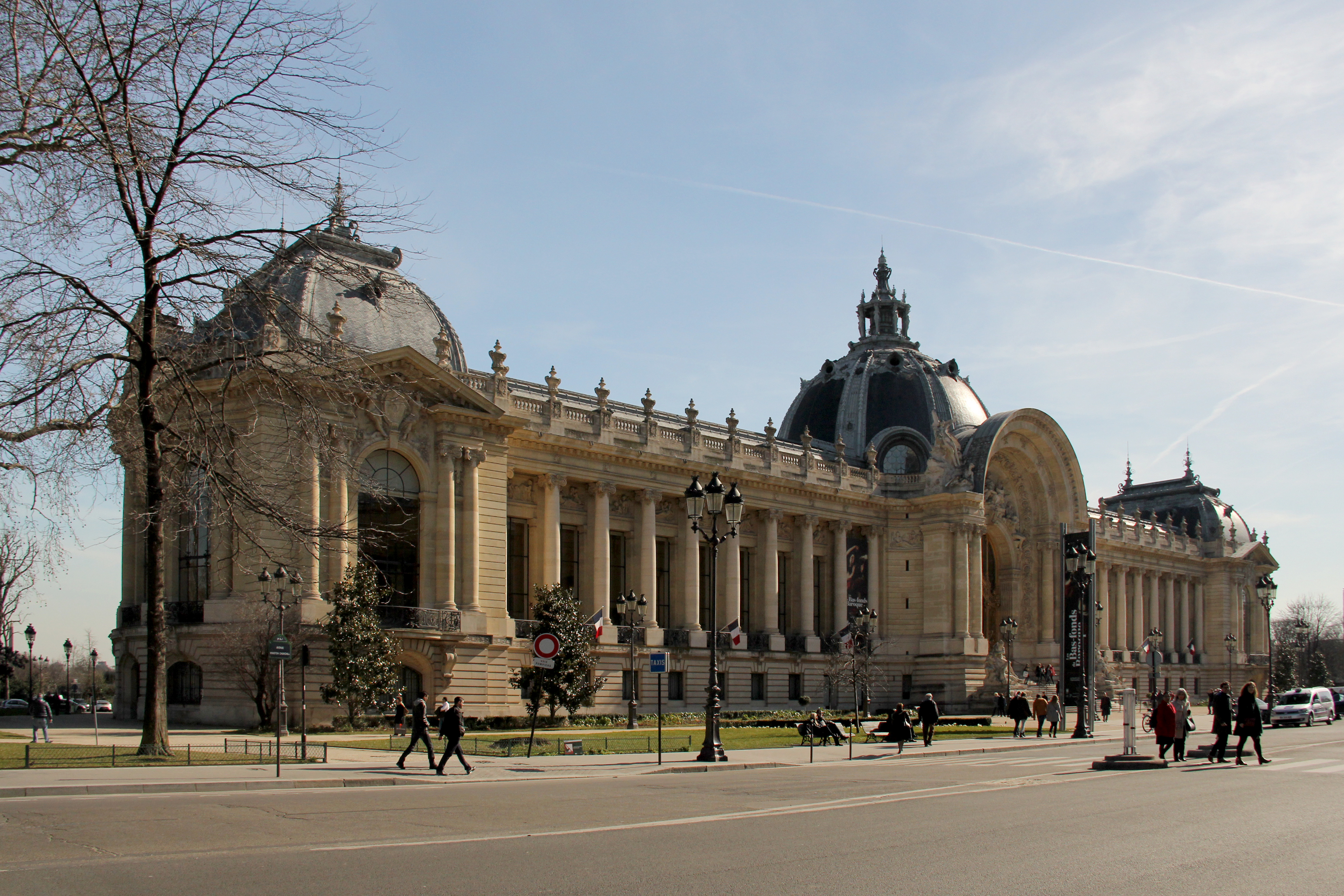
Le Petit Palais, musée des Beaux-Arts de la ville de Paris.

Les musées de la Ville de Paris sont les musées, ateliers, maisons d'artistes et sites archéologiques appartenant à la mairie de Paris. Ils sont au nombre de dix-sept, dont quatorze gérés par l'établissement public Paris Musées. L'un d'entre eux, Hauteville House, est en effet une annexe de la maison de Victor Hugo et ne se situe pas à Paris mais à Saint-Pierre-Port, sur l'île de Guernesey ; tandis que le musée de la Sculpture en plein air, présenté dans un jardin public, et le musée des Égouts appartiennent aux domaines des directions municipales chargées de leur entretien. Un dix-huitième musée, le Pavillon des Arts, qui servait de lieu d'exposition, a fermé en 2006.
Leur accès est gratuit, pour les collections permanentes seulement, hormis les catacombes de Paris, la crypte archéologique de Notre-Dame et le musée des Égouts de Paris.
Par ailleurs, huit autres musées et lieux d'expositions : le musée de Montmartre, la Maison européenne de la photographie, la Halle Saint-Pierre, le Pavillon de l'Arsenal, la Gaîté-Lyrique, le Forum des images, l'Institut des cultures d'Islam ou le Pavillon de l'eau, gérés par des associations ou opérateurs étroitement liés à la municipalité, sont hébergés sur des propriétés de la Ville de Paris. Enfin, certaines mairies d'arrondissement disposent de lieux d'animation et d'expositions, comme le Pavillon Carré de Baudouin (20e), l'Espace des Blancs-Manteaux (4e) ou à l'hôtel de ville même la salle Saint-Jean.

## Présentation
Les origines de l'administration des beaux-arts de la Ville de Paris remontent au début du XIXe siècle. C'est le baron Gaspard de Chabrol (1773-1843), nommé préfet de la Seine en 1812 par Napoléon Ier, en exerçant aussi le rôle de maire de Paris, et qui a conservé ce poste après la Restauration, jusqu'en 1830, qui a créé un bureau des cultes et beaux-arts en 1815. Le préfet Chabrol confie la direction de ce bureau à Georges Pierre Larribe, jusqu'en 1830 également, avec le titre de chef de division et conservateur des objets d'art de la Ville de Paris et du département de la Seine. Une commission des beaux-arts est aussi créée pour assurer le choix des peintres et des sculpteurs. Ce service disparait en 1830 et cette fonction est alors assurée par un des bureaux du secrétariat général de la préfecture, qui a pour chef Alphée Buffet, puis Augustin Varcollier (1795-1882). Victor Baltard devient en 1840 le premier inspecteur des beaux-arts, pendant trente ans. Sous le Second Empire, le service des beaux-arts est reconstitué et dépend du cabinet du préfet.
Avant la guerre de 1870, les collections de la Ville étaient disséminées dans divers bâtiments municipaux annexes et une partie fut détruite dans l'incendie de l'hôtel de ville lors de la Commune de Paris. Après 1871, le Service des beaux-arts concentre ses collections dans les combles de l'hôtel Carnavalet, qui est en 1880 le premier musée de la ville de Paris ouvert au public, et dans un magasin du boulevard Morland, plus spécialement affecté aux œuvres de sculpture. Rapidement la Conservation de la bibliothèque Carnavalet demanda à récupérer certaines pièces des combles de l'hôtel Carnavalet, mais les difficultés budgétaires de la ville bloquèrent tout investissement nécessaire à la construction d'un bâtiment permettant de conserver et d'exposer les collections. Ce n'est que le 2 août 1886 que le conseil municipal adopta un crédit de 45 000 francs pour construire un tel bâtiment, sur un terrain municipal situé rue La Fontaine et rue Gros, le musée d'Auteuil. C'est alors le deuxième musée de la Ville de Paris,. Après la construction du Petit Palais en 1900, où est installé le musée des beaux-arts de la Ville de Paris, le bâtiment d'Auteuil devient le dépôt des réserves de la ville et celui-ci est détruit après 1978, lorsqu'un nouveau dépôt de la réserve des œuvres d'art de la Ville de Paris est établi à Ivry.
Après la création de la mairie de Paris, en 1975, des services parallèles se sont créés pour gérer les œuvres civiles, d'une part, et les œuvres religieuses, d'autre part. Elles ont fusionné en 1997 dans le service de la Conservation des œuvres d'art religieuses et civiles de la Ville de Paris (COARC).
Historiquement, le premier des musées de la Ville de Paris est le musée Carnavalet, qui a été créé en 1880. Par la suite, de nombreux dons immobiliers ou de collections ont permis la création d'autres musées. Le dernier, le musée du Général Leclerc de Hauteclocque et de la Libération de Paris - musée Jean-Moulin, date de 1994.
L'ensemble des collections de la Ville de Paris est le deuxième de France en importance après celui de l'État. Les expositions des musées de la Ville de Paris sont produites, et leurs catalogues édités par le délégataire de service public Paris Musées.

## Carte
| Art moderne Balzac Bourdelle Carnavalet Catacombes Crypte Cernuschi Cognacq-Jay Galliera Libération, Leclerc, Moulin Petit Palais Vie romantique Victor Hugo Zadkine Égouts Sculpture en plein air Pavillon des arts |

## Liste
| Musée                                  | Ouverture | Arrt  | Quartier / Précision de lieu                  | Thème                        |
| -------------------------------------- | --------- | ----- | --------------------------------------------- | ---------------------------- |
| Art moderne                            | 1961      | 16    |                                               | Art moderne                  |
| Balzac                                 | 1949      | 16    | Passy                                         | Honoré de Balzac             |
| Bourdelle                              | 1949      | 15    |                                               | Œuvre d'Antoine Bourdelle    |
| Carnavalet                             | 1880      | 3     | Marais                                        | Histoire de Paris            |
| Catacombes                             | 1810      | 14    |                                               | Lieu archéologique           |
| Crypte de la Cité                      | 1980      | 4     | Île de la Cité                                | Lieu archéologique           |
| Cernuschi                              | 1898      | 8     |                                               | Arts de l'Asie               |
| Cognacq-Jay                            | 1929      | 3     | Hôtel de Donon                                | Art du XVIIIe siècle         |
| Palais Galliera                        | 1977      | 16    |                                               | Histoire de la mode          |
| Libération, Leclerc, Moulin            | 2019      | 14    | Place Denfert-Rochereau                       | Seconde Guerre mondiale      |
| Petit Palais                           | 1902      | 8     |                                               | Musée des beaux-arts         |
| Musée de la Vie romantique             | 1983      | 9     |                                               | Artistes du XIXe siècle      |
| Maison de Victor Hugo Hauteville House | 1903 1927 | 4 n/a | place des Vosges Saint-Pierre-Port, Guernesey | Victor Hugo                  |
| Musée Zadkine                          | 1982      | 6     |                                               | Œuvre d'Ossip Zadkine        |
| Musée des Égouts                       | 1867      | 7     | Pont de l'Alma, face au 93 quai d'Orsay       | Histoire des égouts          |
| Sculpture en plein air                 | 1980      | 5     | Jardin Tino-Rossi                             | Sculpture contemporaine      |
| Pavillon des Arts                      | 1983      | 1     | les Halles                                    | Fermé définitivement en 2006 |